# Heinrich Luhmann
Heinrich Luhmann (* 22. Dezember 1890 in Hultrop; † 6. Mai 1978 in Hamm) war Pädagoge und Dichter.

## Leben
Von 1897 bis 1905 besuchte Heinrich Luhmann die Volksschule. Anschließend wurde er bis 1908 an der Präparandie in Ankum bei Osnabrück und danach am Lehrerseminar in Coesfeld (1908–1911) zum Volksschullehrer ausgebildet.
Von 1911 bis 1921 war Luhmann als Lehrer an der Volksschule Kirchhundem. Daneben bereitete er seine Promotion über den Dichter Wilhelm Raabe an der Westfälischen Wilhelms-Universität Münster vor (1922).
Von 1922 bis 1926 leitete er als Rektor die Patrokli-Volksschule in Soest. Anschließend wechselte er als Rektor von 1926 bis 1930 nach Münster. 1930 wurde er Kreisschulrat in Warendorf, 1935 Oberregierungs- und Schulrat in Arnsberg.
Nach seiner Promotion übernahm er neben seiner beruflichen Arbeit die Herausgeberschaft des Heimatkalenders De Suerlänner, der neben heimatkundlichen Beiträgen auch politisch-kulturelle Themen bearbeitete. Seine Schriften waren „geprägt ... von völkisch-konservativen Idealen, zu denen auch sozialdarwinistisches und rassistisches Gedankengut zählte“ (Stadthaus).
Ende der 1920er Jahre schloss er sich wie Maria Kahle, Christine Koch und Josefa Berens-Totenohl dem von Georg Hermann Nellius gegründeten völkischen Sauerländischen Künstlerkreis (SKK) an. Geleitet wurde der Kreis in den Folgejahren von Hans Menne, NSDAP-Mitglied seit 1924. Nach der Machtübergabe wurde der SKK von der NSDAP als repräsentative Vereinigung der Sauerländer Kulturträger angesehen. Die „nationalsozialistische Revolution“ erfüllte seine Mitglieder „mit großer Freude“, wie sie in gemeinsamer Erklärung im westfälischen Central-Volksblatt des Zentrums bekundeten. Der SKK war Mitglied im rosenbergschen Kampfbund für deutsche Kultur, der eine „radikale völkisch-nationalsozialistische Grundhaltung“ vertrat. Luhmann gehörte auch dem Westfälischen Schriftsteller-Ring an, der 1931 gegründet worden war. Der Westfälische Schriftsteller-Ring wurde von den Nationalsozialisten zunächst dem „Kampfbund“ angeschlossen und dann als „partikularistische Institution“ aufgelöst.
Zum 1. Mai 1933 trat Luhmann der NSDAP bei (Mitgliedsnummer 2.166.831). In Warendorf gründet er eine regionale Gliederung des NS-Lehrerbundes (NSLB), die er als Kreisamtsleiter führte. 1934 betraute das Reichsministerium für Wissenschaft, Erziehung und Volksbildung ihn mit der Leitung der sogenannten Lesebuchkommission für Westfalen, der u. a. die Überprüfung der Lehrmaterialien und Schulbibliotheken auf „entartete“ Literatur oblag. 1935 wurde Luhmann zum Regierungs- und Schulrat in Arnsberg befördert. Gauleiter Josef Wagner charakterisierte ihn in diesem Zusammenhang als „von der politischen Leitung als auch vom Lehrerbund sehr gut beurteilt. Werke von ihm, die schon vor der Erhebung erschienen sind, zeigen Verwandtes mit den nationalsozialistischen Gedankengängen über Volkstum und Heimat. Pg. Dr. Luhmann kann als treuer und stiller Arbeiter für die Bewegung bezeichnet werden.“
In den frühen 1940er Jahren begann Luhmann eine Neuedition von Lesebüchern für den Deutschunterricht der Volks- und Mittelschulen. Daneben gab er verschiedene Schriftenreihen heraus. Es handelte sich um ns-ideologische Textkompilationen. Die jüngeren Beiträge waren bis auf Ausnahmen Texte „systemkonformer Hardliner“ (Stadthaus) wie Heinrich Anacker, Hans Friedrich Blunck, Josefa Berens-Totenohl, Maria Kahle oder Will Vesper oder Führerreden. Die Herausgeberschaft solcher Schriften lässt sich als „Auszeichnung für ideologische Zuverlässigkeit“ (Stadthaus) sehen.
Daneben veröffentlichte er in den 1930er und 1940er Jahren in regelmäßigen Abständen politisch-kulturelle Texte nationalsozialistischen Gedankenguts. Dabei bekannte er sich gelegentlich auch zu den Bücherverbrennungen: „Wir haben durch die Tat des Nationalsozialismus die Berge einer dünnen, dürftigen und undeutschen Asphaltliteratur nicht nur äußerlich den Flammen übergeben, sondern sind auch innerlich von ihr abgerückt.“
1941 erklärten er und andere regionale Autoren wie Josefa Berens-Totenohl, Maria Kahle oder Fritz Nölle in der NS-Zeitschrift Heimat und Reich, dem nationalsozialistischen Zentralorgan der westfälischen Kultur- und Literaturpolitik, sich in einem Kriegsbekenntnis westfälischer Dichter zu „Soldaten des Wortes“.
Luhmanns nach 1933 entstandene Romane und Erzählungen enthalten ausgeprägt antisemitische, antiziganistische und sonstige rassistische Tendenzen. Dass der Verfasser die auch in der Literaturszene des NS-Regimes vorhandenen gestalterischen Spielräume genutzt hätte, ist  nicht festzustellen. Seine Schriften dienten der „Legitimation des NS-Staates“ (Stadthaus).
Luhmanns „systemkonforme Literaturproduktion“ war populär, aber doch ohne Reichweite über die Region hinaus, was mit „der selbst für NS-Verhältnisse dürftigen Qualität“ erklärt wird. Innerhalb Westfalens jedoch stieg er im Nationalsozialismus „zu einem der führenden Autoren“ auf.

## Nachkriegszeit
In der ersten von der britischen Militärregierung geregelten Phase der Entnazifizierung wurde Luhmann, der im September 1945 auf eigenen Wunsch in den Ruhestand versetzt worden war, wegen NS-Belastung aus dem öffentlichen Dienst entlassen (Dezember 1945). Die Pensionszahlung war „sofort einzustellen“.
Nachdem der Vollzug der Entnazifizierung auf deutsche Instanzen übergegangen war, legte Luhmann 1946 Einspruch gegen diese Entscheidungen ein und wurde vom lokalen Entnazifizierungsausschuss in Hamm nun als „politisch tragbar für eine Wiedereinstellung in sein früheres Amt als Oberregierungs- und Schulrat“ erachtet. In der nachfolgenden Entnazifizierungsphase, in der die vorausgegangenen deutschen Begutachtungen in Revision gingen, gelangte er 1948, wie auch Agnes Miegel, Friedrich Castelle oder Josefa Berens-Totenohl, in die „Kategorie IV (ohne Einschränkungen)“, die mildestmögliche Kategorisierung vor der vollständigen Entlastung.
Nachdem seine Versorgungsansprüche wieder anerkannt waren, begann er schon in den späten 1940er Jahren erneut, als Schriftsteller und Herausgeber tätig zu werden. Er konnte sich als Teil eines „intakten Netzwerks“ von Heimatfreunden und westfälischen Literaten sehen. Schon ab den 1950er Jahren gab er wieder Schulbücher, verschiedene literarische Anthologien und eigene Kurzprosa heraus. „Noch immer operierte er dabei mit dem Vokabular der Volkstumsideologie“, die er aber nun stärker christlich akzentuierte. Er nahm Abstand von politischen Äußerungen. Eine „kritische Selbstprüfung“ seiner völkischen Einstellung und seiner Positionierung im Nationalsozialismus blieb aus.

## Ehrungen und Rücknahme einer Ehrung
- 1941: vierter Empfänger des von 1935 bis 1943 alle zwei Jahre vergebenen, mit 10.000 Reichsmark dotierten Westfälischen Literaturpreises nach Maria Kahle, Josefa Berens-Totenohl und Karl Wagenfeld und vor Christine Koch
- 1955: Ehrenbürgerschaft des Geburtsortes Hultrop
- 1964: Erster Preis im Erzählerwettbewerb der westfälischen Spar- und Darlehnskassen
- 1965: Ehrenbürgerschaft der Wahlheimat Hamm
- 1966: Bundesverdienstkreuz 1. Klasse
- 1989: Gedenktafel der Gemeinde Hultrop am Elternhaus von Luhmann

Ferner wurde in Hamm eine Straße nach ihm benannt. Am 27. November 2012 berichtete der Westfälische Anzeiger, dass der Ältestenrat der Stadt Hamm beschlossen habe zu empfehlen, die Straße aufgrund der nationalsozialistischen Vergangenheit Luhmanns umzubenennen. Am 7. Januar 2013 wurde die Umbenennung in „Bernhard-Ketzlick-Straße“ durch die Bezirksvertretung Uentrop beschlossen. Ursächlich hierfür war ein Gutachten, dem zufolge Luhmann eindeutig als „williger NS-Sympathisant“ einzuschätzen sei. Der neue Namensgeber Bernhard Ketzlick der Straße war ein katholischer Hiltruper Ordenspriester, der an den Folgen seiner KZ-Haft starb.
2010 würdigten der Soester Anzeiger und der Heimatverein Brücke e. V. – Verein für Geschichte und Heimat Lippetal den „namhaften Dichter“ zu dessen 120. Geburtstag. Er habe Ausdrucksformen gefunden, „die ihn bald in die Schriftsteller- und Dichterriege seiner westfälischen Heimat einreihten“. Der Heimatverein widmete ihm das erste Heft einer neuen Schriftenreihe.

## Schriften
- Eine Pfingstfahrt. Stimmungsbilder aus dem Josefs-Krüppelheim Bigge, Bigge 1918
- Walddoktor Willibald, Hannover 1921
- Wo die Wälder Wache halten, Hannover 1920 (?)
- Das Problem der Erziehung in den Romanen und Erzählungen Wilhelm Raabes, Bigge-Ruhr 1922
- Die Heiligen in Holzschuhen, München 1923
- Heimwacht. Geschichten aus den westfälischen Bergen, Warendorf 1924
- Grüne Welt. Geschichten aus den Bergen, Hilchenbach 1925
- Vogel Wunderlich, München 1926
- Kind und Sonne, Bigge-Ruhr 1926
- Die Abendstube, München 1927
- Mutter Marie, Berlin, Wien, Leipzig 1927
- Das Sündenwasser, München 1928
- Pflug im Acker, Leipzig 1933
- Das hungrige Leben, Leipzig 1933
- Heimkehr, Freiburg 1935
- Der Bauernreiter, Bielefeld 1936
- Das Bauernjahr, Münster 1937
- Westfalen, Bielefeld 1937
- König Vogler, Bielefeld 1938
- Flucht durch Preußen, Bielefeld 1939
- Lob des Landes, Bielefeld 1940
- Alte deutsche Schwänke, Bielefeld 1941
- Korn und Brot, Iserlohn 1941
- Der Jungfernbaum, Gütersloh 1943
- Westfälische Sagen, Dortmund 1953
- Verwandelte Welt. Geschichten zwischen Advent und Dreikönigstag, Münster 1953
- Blick in die Welt. Roman einer Kindheit, Heidelberg 1954
- Fink im Baum, Münster 1955
- Der Kreis Soest: Werden und Wesen, Essen 1955
- Das Sündenwasser, Essen 1955
- Die Müllerin Mundt. Eine ernsthafte Lachgeschichte, Emsdetten 1956
- Westfälisches Krippenspiel, Münster 1956
- Käuze, Kinder, Könige, Iserlohn 1956
- Goldene Legende von den Heiligen Gottes, Münster 1958
- Das Sauerland, Essen 1960
- Nachglanz der Sterne, Münster 1960
- Künstlernovellen, Berlin 1961
- Landkreis Soest, Soest 1963

## Hörspiele
- 1950: De Hilligen in Holsken – Bearbeitung und Regie: Wilhelm Wahl
- 1953: Der gestohlene Pastor – Regie: Wilhelm Wahl
- 1958: De stahlen Pastor. Niederdeutsches Hörspiel – Regie: Walter Bäumer
- 1959: Dat Sündenwater – Regie: Wolfram Rosemann